# Mio figlio (film 1959)
Mio figlio è un film del 1959 diretto da Denys de La Patellière.

## Trama
1942. Henri Neveux, ritornato dalla Germania dopo due anni di prigionia, trova che sua moglie è appena morta lasciando tre figli, Louis, Odette, e un neonato, Fernand, frutto di una relazione adultera, ma che lui accetta come figlio. Crescendo i figli da solo, Henri fa di tutto per garantire loro la migliore educazione possibile. Se Fernand, che è un combattente, pone qualche problema a scuola, i più grandi, che lavorano, se la passano meglio: Louis diventa un ciclista professionista mentre Odette diventa una modella, ma anche l'amante di un ricco industriale sposato. Entrambi vogliono dimenticare le loro origini modeste e allontanarsi dal padre, direttore di cantiere a Sarcelles. A seguito di una fuga e di un'aggressione e percosse contro ispettori di polizia a seguito di una questione morale, Fernand viene portato davanti a un tribunale dei minorenni. Di fronte ai magistrati, gli altri due figli accusano il padre per interesse personale. Tuttavia, Fernand, il figlio illegittimo, è l'unico a mostrare un vero amore filiale per Henri e lo difende appassionatamente. Il giudice decide quindi di porre fine a tutto il procedimento e di restituire Fernand al padre adottivo. Fernand, rilasciato al termine dell'udienza, decide di tornare a scuola.